# دي جي أنطوان
دي جي أنطوان هو ملحن ودي جيه ومنتج أسطوانات سويسري، ولد في 23 يونيو 1975 في مدينة سيساش في سويسرا.

## وصلات خارجية
- الموقع الرسمي
- دي جي أنطوان على موقع ميوزك برينز (الإنجليزية)
- دي جي أنطوان على موقع ديسكوغز (الإنجليزية)